# Muhammad Rasool
Muhammad Rasool (sinh ngày 23 tháng 5 năm 1990) là một cầu thủ bóng đá người Pakistan hiện tại thi đấu cho K-Electric và đội tuyển quốc gia Pakistan. Anh bắt đầu chơi bóng từ nhỏ và sau đó thi đấu cho đội bóng trường đại học, giúp đội bóng vô địch giải đấu Khyber Pukhtunkhwa (trước đó là NWFP). Sau đó anh cũng thi đấu cho All Pakistan Universities và tham dự Giải vô địch quốc gia năm 2004.

## Thống kê sự nghiệp quốc tế

### Bàn thắng cho đội tuyển quốc gia
| # | Ngày                | Địa điểm       | Đối thủ | Tỉ số | Kết quả | Giải đấu |
| - | ------------------- | -------------- | ------- | ----- | ------- | -------- |
|   | 27 tháng 3 năm 2008 | Pokhara, Nepal | Nepal   | 2-0   | Thắng   | Giao hữu |